# Catena Leuschner (GDL)

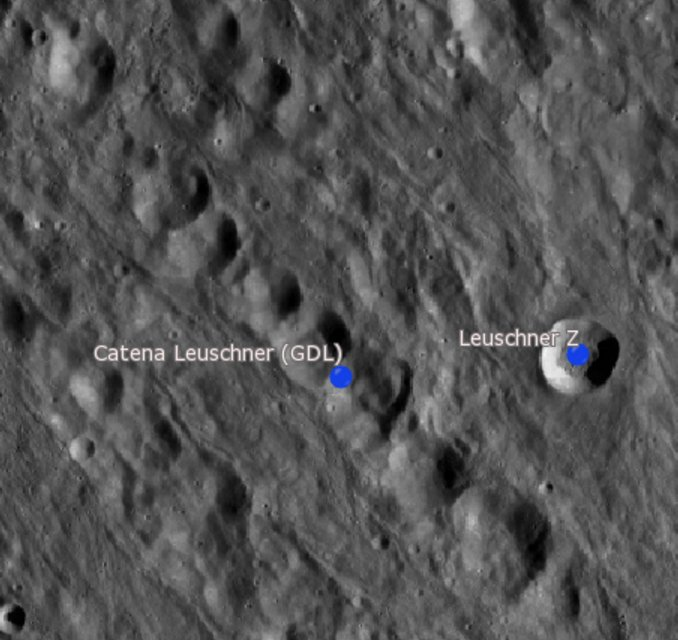
Detalle de la catena, junto al cráter satélite Leuschner Z. (Imagen LRO)

Catena Leuschner (GDL) es una cadena de cráteres lunares de impacto notablemente rectilínea que se extiende entre el noreste del cráter Leuschner, del que toma el nombre, y el punto medio entre este último cráter y el cráter Kolhörster, con una longitud aproximada de 200 kilómetros. Sus coordenadas características son:
   * Centro de la catena: 5°04′N 111°18′O / 5.07, -111.3

   * Extremo noroeste: 7°34′N 113°28′O / 7.57, -113.47

   * Extremo sureste: 2°35′N 109°08′O / 2.58, -109.14

La posición de este elemento es radial con respecto al Mare Orientale, y probablemente fue causada por grandes bloques expulsados durante la formación del mar.
El mayor de los cráteres de la cadena, con unos 20 km de diámetro, se encuentra junto a Leuchsner. A medida que la alineación progresa hacia el noroeste, el diámetro de los impactos se reduce hasta menos de 2 km.
Debe su nombre al astrónomo estadounidense Armin Otto Leuschner (1868–1953), y al Laboratorio de Dinámica de Gases (GDL), principal centro de investigación en el que diseñaron los motores cohete utilizados en las misiones espaciales de la Unión Soviética.